# Travnička hronika
Travnička hronika povijesni je i realistični roman Ive Andrića objavljen 1945. godine.

## O djelu
Glavna radnja romana smještena je u Travniku, početkom 19. stoljeća, u vrijeme vladavine Osmansko Carstvo. Roman obuhvaća vrijeme od 1807. do 1814. godine, čime predstavlja klasičan roman više od bilo kojeg drugog Andrićevog romanesknog ostvarenja. Ispripovijedan je u trećem licu i sklopljen je od prologa, epiloga i 28 poglavlja. Razlika između travničke i višegradske kronike leži u tome što se roman Na Drini ćuprija zasniva na izmišljenoj nadogradnji usmenih legendi, dok se Travnička kronika temelji na povijesnoj građi. 
Roman je beletristički sedmogodišnji ljetopis koji obrađuje vrijeme boravka stranih konzula u Travniku. Počinje dolaskom francuskog konzula, a završava odlaskom drugopostavljenog austrijskog konzula. Prema pjesničkom pravilu koje vrijedi za sve Andrićeve romane (izuzevši donekle Gospođicu) i ovaj roman okrenut je povijesti. Tijekom stvaranja romana Andrić se služio bogatom etnološkom i kulturno-povijesnom građom, kako o povijesnim događajima i gradu, tako i o osobama koje se spominju u djelu.
U Travničkoj su se kronici sudarila četiri svijeta, različita po vjeri, kulturi, povijesti i običajima. U vrijeme radnje romana, u Travniku su živjeli muslimani, kršćani i židovi. Njihov se suživot mijenjao ovisno o političkim i društveno-povijesnim okolnostima u kojima se nalazio travnički kraj.
Stanovnici Travnika predstavnici su Istoka, a francuski konzul Zapada. Promatrač je jednog novog načina života, s kojim se do sada nije susretao niti ga imalo poznaje. Andrić o travničkom životu ponekad pripovijeda iz Davillova subjektivna motrišta, a ponekad s objektivnog gledišta pripovjedača, naglašavajući tako razliku između istočnjačkih i zapadnih kultura. Upravo je taj »sudar« kultura i glavna tema Kronike.
Uz glavnu radnju, roman je prožet i s mnoštvom priča o mjesnom pučanstvu i crticama iz njihovih života. Roman obiluje povijesnim pričama, koje se često nalaze u službi rasvjetljavanja trenutne radnje i likova. Ti su povijesni događaji oni koji utječu na sadašnje (političke) prilike, a sadašnje prilike one koje utječu na živote glavnih i sporednih junaka priče.
Andrić se koristi svojim likovima kako bi pripovijedao o ljudima općenito, o njihovoj prirodi i različitim osobnostima, naglašavajući kako je svaki čovjek, sa svojom sudbinom, zapravo žrtva okolnosti i vlastite prirode.
Travnička kronika, osim povijesnih priča, sadrži i priče o određenim pojedincima. Uz njih, u romanu se nalazi više kraćih kazivanja o sporednim likovima, a koji se usputno i jednokratno pojavljuju u romanu. Iako se ponekad čine kao zasebne, one ipak grade jednu širu sliku o travničkom životu i općenito vremenu s početka 19. stoljeća.